# 벤 크로쇼

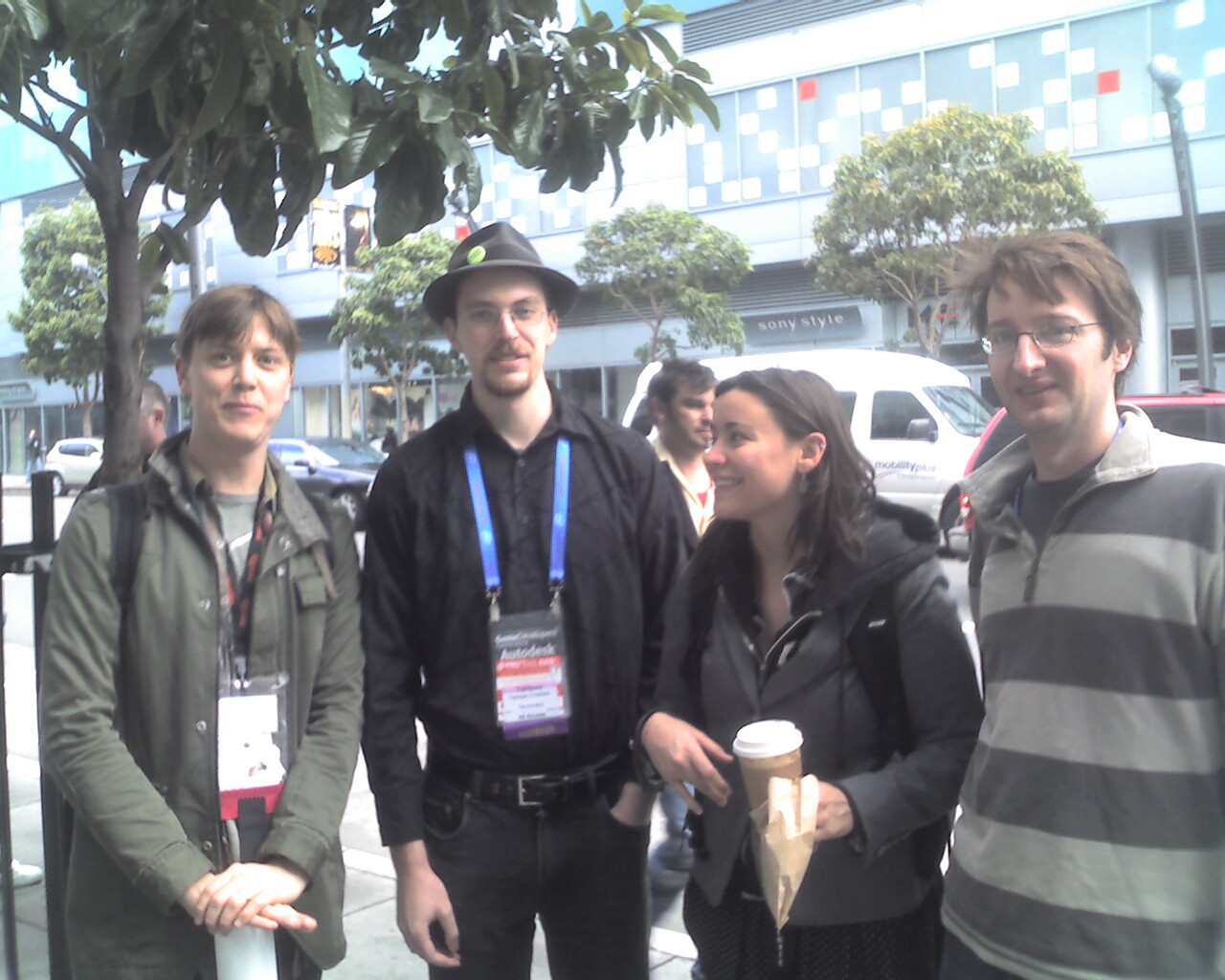

벤저민 리처드 "얏찌" 크로쇼(Benjamin Richard "Yahtzee" Croshaw: 1983년 5월 24일- )는 영국의 희극작가, 소설가, 게임언론인, 게임개발자다. 웹진 《디 이스케이피스트》에 연재하는 제로 펑추에이션 시리즈로 유명하다.